# Adama Traoré (Fußballspieler, 28. Juni 1995)
Adama „Noss“ Traoré (* 28. Juni 1995 in Bamako) ist ein malischer Fußballspieler. 

## Vereinskarriere
Traoré wurde in der Fußballakademie von Jean-Marc Guillou in seiner Geburtsstadt Bamako ausgebildet. Bereits Anfang 2013 unterbreitete der OSC Lille dem damals 17-Jährigen ein Angebot. Traoré entschied sich aber vorerst in Mali zu bleiben und schloss sich dem AS Bakaridjan de Barouéli an. Im Januar 2014 kam es dann doch zum Transfer zu den Doggen. Der Linksfuß wurde aber kurz nach der Vertragsunterzeichnung für eine Halbserie an den Partnerklub Royal Mouscron-Péruwelz in die zweite belgische Liga ausgeliehen.
Dort kam der Malier aber nur sporadisch zum Einsatz und kehrte im Sommer nach Lille zurück. Dort konnte er sich allerdings im Training aufdrängen und so debütierte Traoré am 7. Spieltag der Ligue 1, als er von Trainer René Girard im Spiel gegen den OGC Nizza in der Schlussphase für Nolan Roux eingewechselt wurde. Schnell konnte sich der Teenager in der Mannschaft etablieren und absolvierte bis zum Saisonende 20 Spiele. Sein erstes Tor erzielte er beim 1:0-Sieg im Nachholspiel gegen den FC Évian Thonon Gaillard am 7. Januar 2015. Noch während der Saison wurde sein Vertrag bis Sommer 2019 verlängert, allerdings verpflichtete ihn der AS Monaco im Juli 2015 für eine Ablösesumme von 14 Millionen Euro.
Es folgten Ausleihen an den Rio Ave FC, Cercle Brügge und den FC Metz. Im September 2020 wechselte er fest zu Hatayspor in die Türkei. Seit der Spielzeit 2022/23 steht er in England bei Hull City unter Vertrag.

## Nationalmannschaft
Traoré nahm mit der malischen U-20-Auswahl sowohl an den Afrikameisterschaften, als auch an den Weltmeisterschaften in den Jahren 2013 und 2015 teil. Nachdem er als 17-Jähriger 2013 nur vereinzelt zum Einsatz gekommen war, führte Traoré die Auswahl zwei Jahre später als Kapitän auf das Spielfeld. Bei der U-20-Weltmeisterschaft 2015 erreichte Mali Platz drei und schaltete im Turnierverlauf unter anderem Deutschland aus. Traoré war mit vier Toren bester Torschütze seiner Mannschaft und wurde, wie bereits Lionel Messi, Sergio Agüero, Paul Pogba oder sein Landsmann Seydou Keita bei früheren Austragungen, zum besten Spieler der Weltmeisterschaft gekürt.
Am 25. März 2015 feierte er sein Debüt für die A-Nationalmannschaft, als er bei der 3:4-Niederlage gegen Gabun im Stade Pierre Brisson eingewechselt wurde.

## Titel und Erfolge
- Bester Spieler bei der U-20-Fußball-Weltmeisterschaft: 2015
- Dritter Platz bei der U-20-Fußball-Weltmeisterschaft mit Mali: 2015
- Französischer Meister: 2017